# Ludwigia
Ludwigia es un género de cerca de 75 especies de plantas acuáticas con una distribución cosmopolita, pero principalmente tropical y con mayor representación en el Nuevo Mundo.

## Especies
| - Ludwigia adscendens (L.) H.Hara - paclas del Perú, hierba del clavo. - Ludwigia alata - Ludwigia alternifolia - Ludwigia arcuata - Ludwigia bonariensis - Ludwigia brevipes - Ludwigia caparosa (Cambess.) H.Hara - caparrosa del Brasil - Ludwigia curtissii - Ludwigia decurrens - Ludwigia erecta - Ludwigia glandulosa - Ludwigia grandiflora - Ludwigia helminthorrhiza - Ludwigia hirtella - Ludwigia hexapetala - Ludwigia hyssopifolia - Ludwigia inclinata - Ludwigia lanceolata - Ludwigia leptocarpa (Nutt.) H.Hara - clavecito de Caracas - Ludwigia linearis | - Ludwigia linifolia - Ludwigia longifolia - Ludwigia maritima - Ludwigia microcarpa - Ludwigia natans - Ludwigia octovalvis - Ludwigia palustris - Ludwigia peploides - Ludwigia peruviana (L.) H.Hara - clavelito, hierba del clavo. - Ludwigia pilosa - Ludwigia polycarpa - Ludwigia ravenii - Ludwigia repens - Ludwigia sedioides - Ludwigia simpsonii - Ludwigia spathulata - Ludwigia sphaerocarpa - Ludwigia suffruticosa - Ludwigia virgata |

Aún, hay mucho debate entre botánicos y taxónomos de cómo clasificar muchas especies de Ludwigia. Los expertos del Departamento de Agricultura de EE. UU. están realizando estudios genómicos de plantas del oeste estadounidense y de Sudamérica, para perfeccionar la clasificación de miembros de este género.
El género fue bautizado por Linneo en vida de Christian G. Ludwig (1709-1773), botánico alemán, a quien aparentemente no le agradó tal honor.[cita requerida]

## Carácter invasor en España
Debido a su potencial colonizador y constituir una amenaza grave para las especies autóctonas, los hábitats o los ecosistemas, todas las especies y subespecies dentro del género Ludwigia, excepto Ludwigia palustris, han sido incluidas en el Catálogo Español de Especies Exóticas Invasoras, regulado por el Real Decreto 630/2013, de 2 de agosto, estando prohibida en España su introducción en el medio natural, posesión, transporte, tráfico y comercio.